# کوارک سر
کوارک سر (نماد :‌ t) که با نام کوارک تی یا کوارک حقیقت نیز شناخته می‌شود، یکی از ذرات بنیادی و از اجزای اصلی تشکیل‌دهنده ماده است. مانند سایر کوارک‌ها، کوارک سر یک فرمیون بنیادی با اسپین-۱⁄۲است و هر چهار نیروی بنیادی را تجربه می‌کند :‌گرانش، الکترومغناطیس، برهم‌کنش هسته‌ای ضعیف، برهم‌کنش هسته‌ای قوی. بار الکتریکی آن ۲⁄۳e+ است
و پرجرم‌ترین ذره بنیادی مشاهده‌شده است.جرم آن برابر با ۱۷۳.۳۴ ± ۰.۲۷ (stat) ± ۰.۷۱ (syst)GeV/c۲ است که تقریبا به اندازه جرم یک اتم تنگستن است. پادذره کوارک سر، پادکوارک سر (t) نام دارد که گاهی با نام کوارک پادسر یا تنها پادسر نیز از آن یاد می‌شود. تنها تفاوت پادکوارک سر با کوارک سر در این است که برخی ویژگی‌های آن، از نظر مقدار مساوی با کوارک سر و از نظر علامت مخالف آن هستند.
کوارک سر عمدتا از طریق نبروی هسته‌ای قوی برهم‌کنش انجام می‌دهد، اما تنها از طریق نیروی هسته‌ای ضعیف امکان واپاشی آن وجود دارد. این ذره به یک بوزون دبلیو و یک کوارک ته (در اغلب موارد) یا کوارک شگفت یا حتی در موارد نادری به کوارک پایین واپاشی می‌شود. مدل استاندارد میانگین عمر آن را تقریبا برابر با ۵×۱۰−۲۵ s پیش‌بینی می‌کند.
این مقدار تقریبا یک‌بیستم مقیاس زمانی برهم‌کنش هسته‌ای قوی می‌باشد و در نتیجه تشکیل هادرون نمی‌دهد که این به فیزیکدانان یک امکان استثنایی می‌داد که بتوانند یک کوارک برهنه را مطالعه کنند، زیرا تمام انواع دیگر کوارک، با ترکیب با کوارک‌های دیگر  تشکیل هادرون می‌دهند و تنها به همین شکل در طبیعت یافت می‌شوند.
وجود آن (و همچنین کوارک ته) در سال ۱۹۷۳ توسط ماکوتو کوبایاشی و شیهید ماسکاوا، برای توضیح نقض سی‌پی مشاهده‌شده در واپاشی کائون، مطرح شد،
و کشف آن در سال ۱۹۹۵ توسط آشکارساز برخورددهنده در آزمایشگاه فرمی
و آزمایش دی-صفر

در آزمایشگاه فرمی رخ داد. کوبایاشی و ماسکاوا نوبل فیزیک سال ۲۰۰۸ را برای پیش‌بینی وجود کوارک‌های سر و ته که با هم نسل سوم کوارک‌ها را تشکیل می‌دهند، دریافت نمودند.